# 横街镇 (台州市)
横街镇，是中华人民共和国浙江省台州市路桥区下辖的一个乡镇级行政单位。

## 行政区划
横街镇下辖以下地区：
横街社区、湖头村、洋宅西村、百洋村、沙山村、墙下陶村、陈家村、上林村、马院村、后尚家村、山后潘村、下云村、上云村、前洋潘村、洋屿山村、坦田村、洋屿村、泉井村、份水村、杨桥村和四甲村。